# جوزيب يوفيتش
جوزيب يوفيتش (بالكرواتية: Josip Jović)‏ هو ضابط شرطة كرواتي، ولد في 21 نوفمبر 1969 في Aržano ‏ في كرواتيا، وتوفي في 31 مارس 1991 في بحيرات بليتفيتش في كرواتيا.